# Bataille de Ninive (627)
Guerres perso-byzantines
Batailles
- Amida (502-503)

Guerre d'Ibérie
- Thannuris (528)
- Dara (530)
- Satala (530)
- Callinicum (531)

Guerre lazique
- Phasis (555-556)

Guerre pour le Caucase
- Constantine (582)
- Solachon (586)
- Martyropolis (588)

Guerre de 602 - 628
- Antioche (613)
- Césarée (614)
- Jérusalem (614)
- Égypte (618-621)
- Sarus (625)
- Constantinople (626)
- Tbilissi (627-628)
- Ninive (627)

La bataille de Ninive a été la bataille décisive de la guerre ayant opposé l'Empire byzantin à l'Empire sassanide entre 602 et 628. La défaite des Perses sassanides fut le signe du déclin de leur dynastie et redessine pour un temps les anciennes frontières de l'empire byzantin. Cette résurgence de prestige ne sera toutefois que de courte durée puisque les premiers conquérants musulmans allaient émerger dans les années suivantes du désert d'Arabie et amener l'Empire byzantin dans une situation des plus difficiles.

## Prélude
Quand l'empereur byzantin Maurice est assassiné par l'usurpateur Phocas, Khosro II déclare la guerre à l'Empire byzantin, prétendument pour venger la mort de son bienfaiteur. Les Perses sont victorieux durant toutes les premières années de la guerre et conquièrent le Levant, l'Égypte et même une partie de l'Anatolie mais l'arrivée au pouvoir d'Héraclius change la situation. En 622, Héraclius lance une grande campagne contre les Perses, les forçant à se mettre sur la défensive. Alliés aux Avars, les Perses tentent de prendre Constantinople mais sont vaincus.
De son côté, Héraclius s'allie aux Khazars du khagan Tong Yabghu (en), s'attirant ses bonnes grâces par de merveilleux cadeaux et la promesse d'un mariage avec sa fille, Eudoxia Epiphania (en). Ainsi, en 626, les Göktürks envoient 40 000 hommes ravager la Transcaucasie et assiéger Tiflis avec l'aide de l'armée byzantine.

## L'invasion de la Mésopotamie
À la mi-septembre 627, Héraclius laisse les Khazars continuer le siège de Tiflis et envahit le cœur de l'Empire sassanide avec une armée comptant de 25 000  à   50 000 hommes ainsi que 40 000 Göktürks. Toutefois, les Göktürks désertent rapidement en raison des étranges conditions climatiques hivernales, et une armée perse de 12 000 hommes dirigée par le général Rotchvēhān (Rhahzadh) se met à suivre l'armée d'Héraclius. Néanmoins, celle-ci vit sur les ressources du pays et ne laisse pratiquement rien à l'armée de Rhahzadh qui éprouve des difficultés à se ravitailler.
Le 1er décembre, l'armée d'Héraclius franchit le Grand Zab et campe près de Ninive alors que les Perses approchent également de la ville en suivant un autre chemin. Héraclius est informé que 3 000 Perses arrivent en renfort de l'armée de Rhazhadh, ce qui le pousse à agir. Il donne l'impression de battre en retraite en faisant franchir le Tigre à son armée mais il a en fait trouvé une plaine à l'ouest du Grand Zab qui fait un bon champ de bataille, le terrain permettant aux Byzantins de tirer pleinement avantage de leur supériorité au corps à corps.

## La bataille

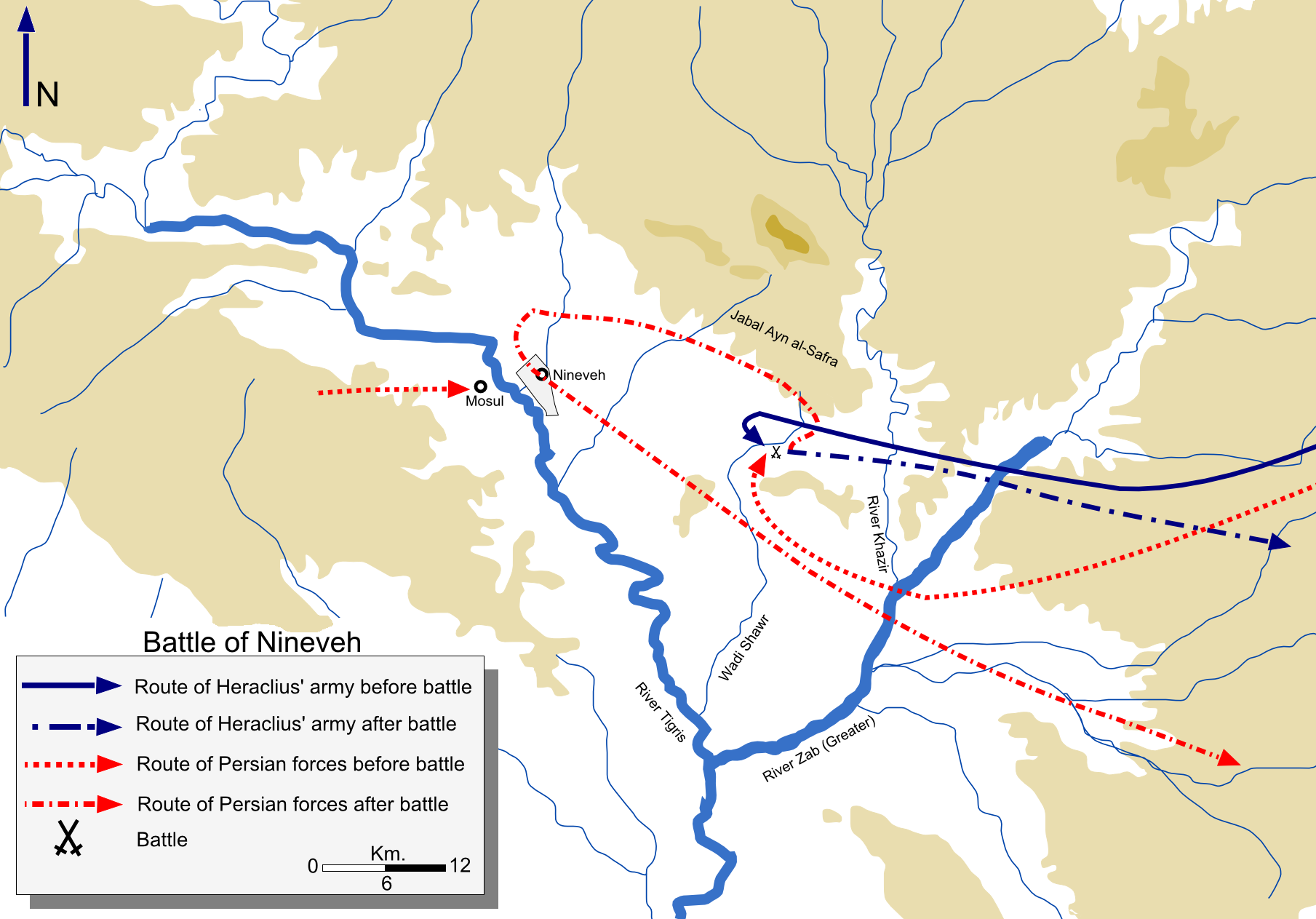
Les mouvements de troupe avant et après la bataille.

Le jour de la bataille, le brouillard réduit l'efficacité de tir des troupes perses, évitant aux Byzantins d'avoir à souffrir de lourdes pertes quand ils chargent. Rhahzadh déploie ses troupes en trois groupes et passe à l'offensive. Héraclius feint alors de battre en retraite, emmenant ainsi les Perses vers la plaine qu'il a trouvée, et, arrivé là, fait faire demi-tour à ses troupes à la grande surprise des Perses. Après huit heures de combat, la moitié de leur armée étant tombée sur le champ de bataille, les Perses battent en retraite en bon ordre vers les collines proches. 
Dans ses écrits, Nicéphore Ier de Constantinople mentionne que Rhazhadh défia Héraclius en duel et fut tué par lui, ainsi que deux autres hommes ayant défié l'empereur byzantin. Que cela soit vrai ou bien une légende, le fait est que Rhahzadh trouve la mort durant la bataille. Les 3 000 hommes envoyés en renfort arrivent trop tard et se joignent à ce qui reste de l'armée sassanide.

## Conséquences

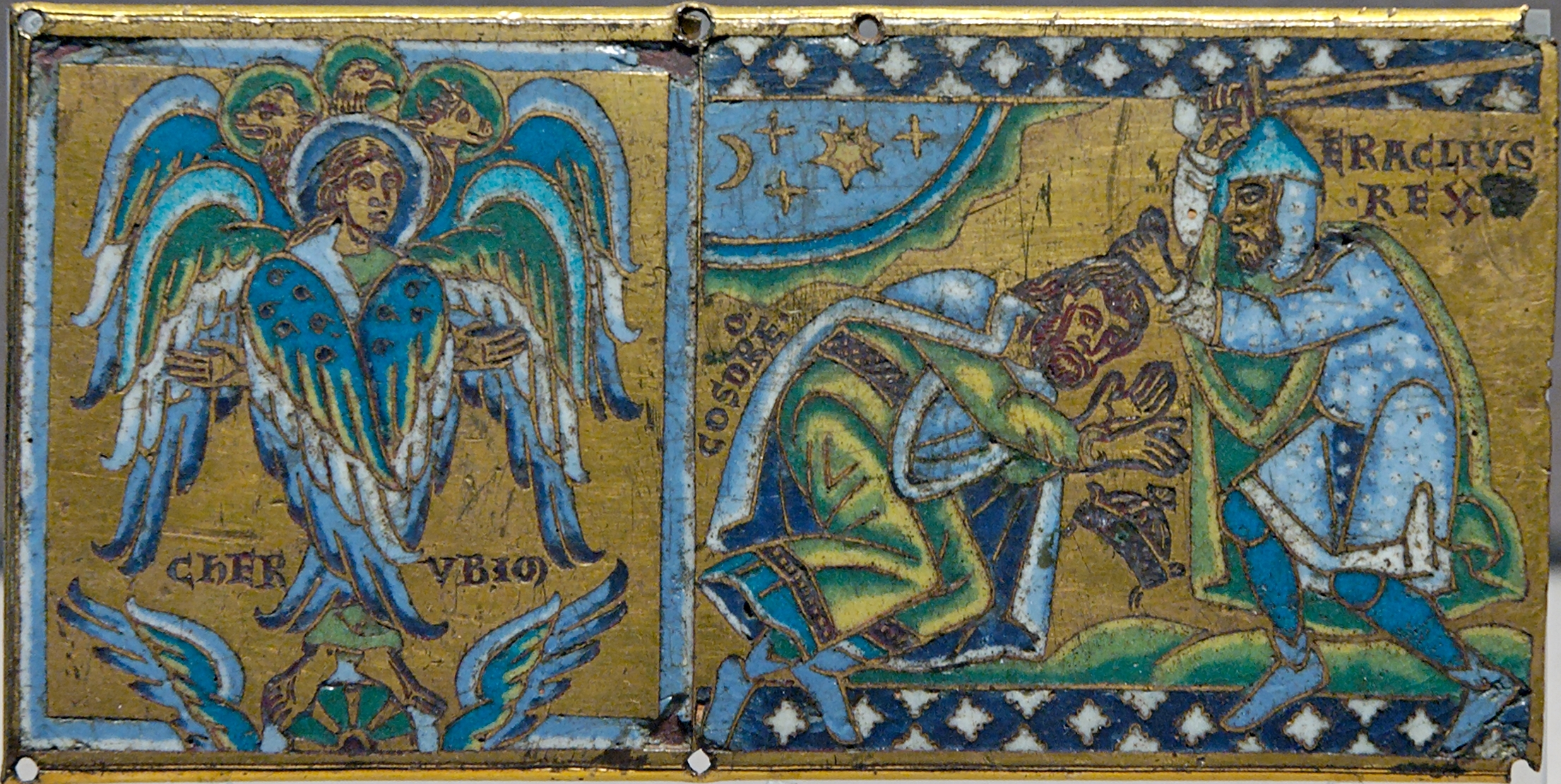
Chérubin et l'empereur Héraclius soumettant le roi sassanide Khosro II, plaque provenant d'une croix. Émail champlevé sur cuivre doré, 1160-1170.

Bien que la victoire de Ninive soit loin d'être totale pour les Byzantins, elle suffit pour briser la résistance perse. Plus aucune armée sassanide ne s'opposant à elle, l'armée d'Héraclius pille un palais de Khosro II et acquiert ainsi d'énormes richesses tout en récupérant 300 étendards byzantins. Khosro fuit dans les montagnes de Susiane et essaie de rallier des troupes pour défendre Ctésiphon. Cependant, Héraclius ne peut attaquer Ctésiphon à cause de l'effondrement d'un pont qui l'empêche de traverser.
L'armée sassanide se révolte et renverse Khosro II et élève au pouvoir son fils, Kavadh II, qui fait enfermer son père avant de le faire mettre à mort. Kavadh envoie ensuite des émissaires de paix à Héraclius, qui ne lui impose pas des conditions trop dures, sachant que son empire est au bord de l'épuisement. Par un traité de paix, les Byzantins reprennent le contrôle de tous les territoires qu'ils avaient perdus précédemment, leurs prisonniers de guerre capturés et une indemnité de guerre leur est offerte. Mais, encore plus important pour eux, la Vraie Croix, ainsi que d'autres reliques perdues lors de la prise de Jérusalem par les Perses en 614, leur est restituée.